# Droogmansia
Droogmansia là một chi thực vật có hoa trong họ Đậu. Nó thuộc phân họ Đậu.

## Các loài
Tính đến  năm 2020, Plants of the World Online (POWO) đã chấp nhận 22 loài:
- Droogmansia angolensis Torre
- Droogmansia chevalieri (Harms) Hutch. & Dalziel
- Droogmansia dorae Torre
- Droogmansia elongata B.G.Schub.
- Droogmansia gossweileri Torre
- Droogmansia grandiflora B.G.Schub.
- Droogmansia lancifolia Schindl.
- Droogmansia ledermannii Schindl.
- Droogmansia longirhachis B.G.Schub.
- Droogmansia megalantha (Taub.) De Wild.
- Droogmansia mildbraedii Schindl.
- Droogmansia montana Jacq.-Fél.
- Droogmansia munamensis De Wild.
- Droogmansia pteropus (Baker) De Wild.
- Droogmansia reducta De Wild.
- Droogmansia scaettaiana A.Chev. & Sillans
- Droogmansia sillansiana Droogmansia tenuis
- Droogmansia tisserantii Droogmansia vanderystii
- Droogmansia vanmeelii Droogmansia velutina
- A.Chev. B.G.Schub.
- Sillans De Wild.
- B.G.Schub. B.G.Schub.